# Rue Octave-Feuillet (Paris)
Pour les articles homonymes, voir Rue Octave-Feuillet.
La rue Octave-Feuillet est une voie du 16e arrondissement de Paris, en France.

## Situation et accès
La rue Octave-Feuillet est une voie publique située dans le 16e arrondissement de Paris. Elle débute boulevard Émile-Augier et se termine au 113, avenue Henri-Martin.
Le quartier est desservi par la ligne 9 à la station La Muette. La gare de l'avenue Henri-Martin et la gare de Boulainvilliers de la ligne C se situent à proximité, l’une au nord et l’autre au sud.

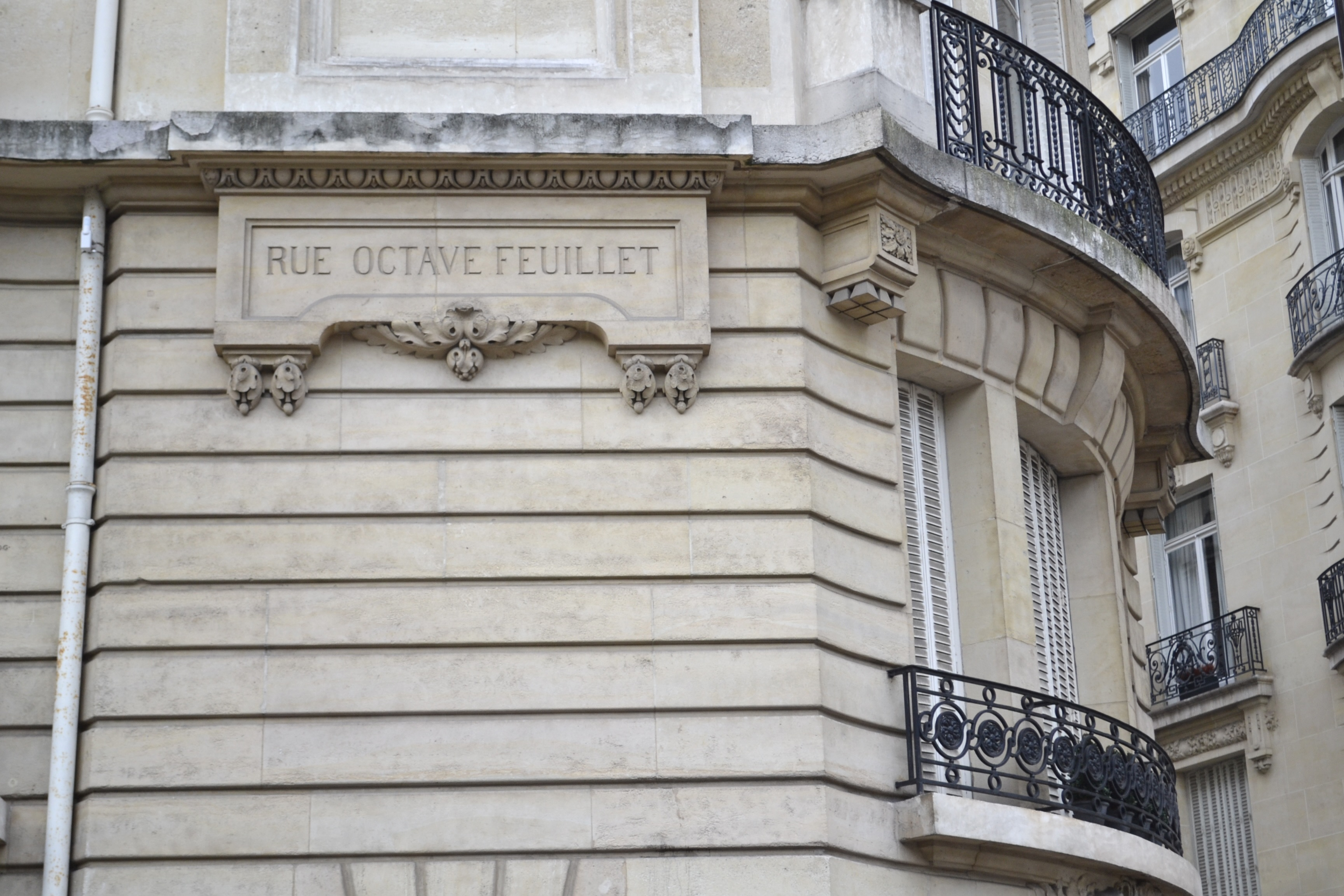
Inscription.
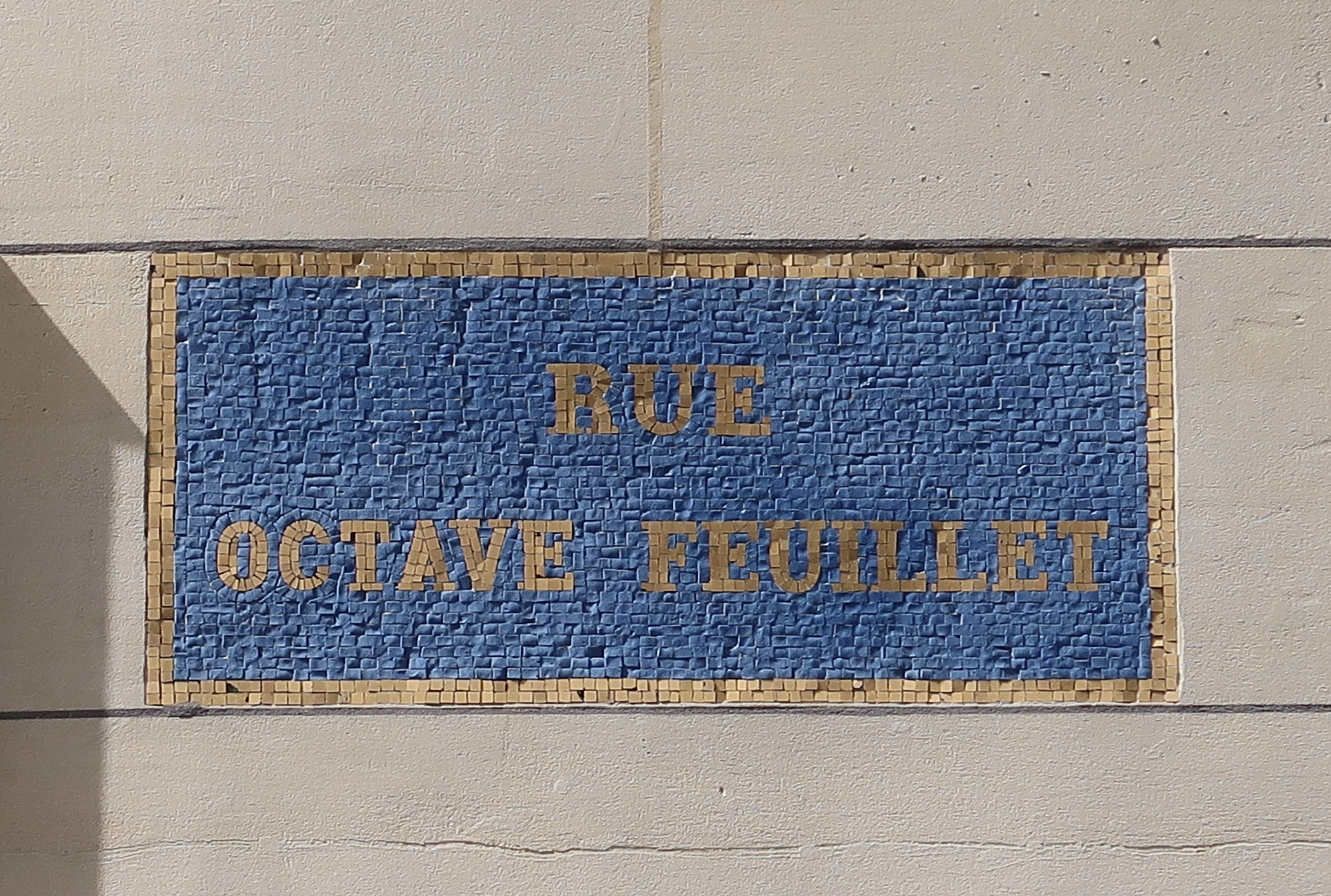
Plaque en mosaïque.

## Origine du nom

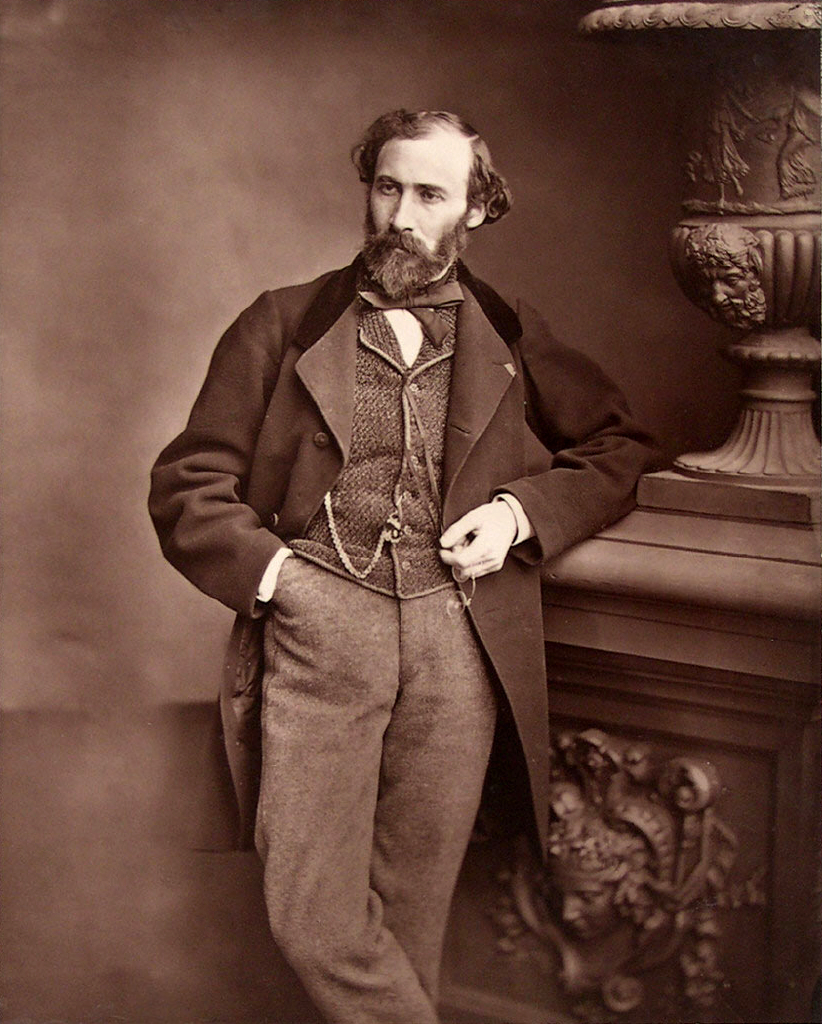
Le romancier Octave Feuillet.

Elle perpétue le souvenir d’Octave Feuillet (1821-1890), romancier et dramaturge français.

## Historique
Cette voie est ouverte à l'emplacement de l'ancien jardin fleuriste de la Muette. Les rues voisines Edmond-About, Édouard-Fournier, Eugène-Labiche et Guy-de-Maupassant sont percées au même moment, dans le cadre du réaménagement du quartier.
Elle prend sa dénomination actuelle par un arrêté du 28 décembre 1894. Elle est classée dans la voirie parisienne par un décret du 28 août 1896.

## Bâtiments remarquables et lieux de mémoire

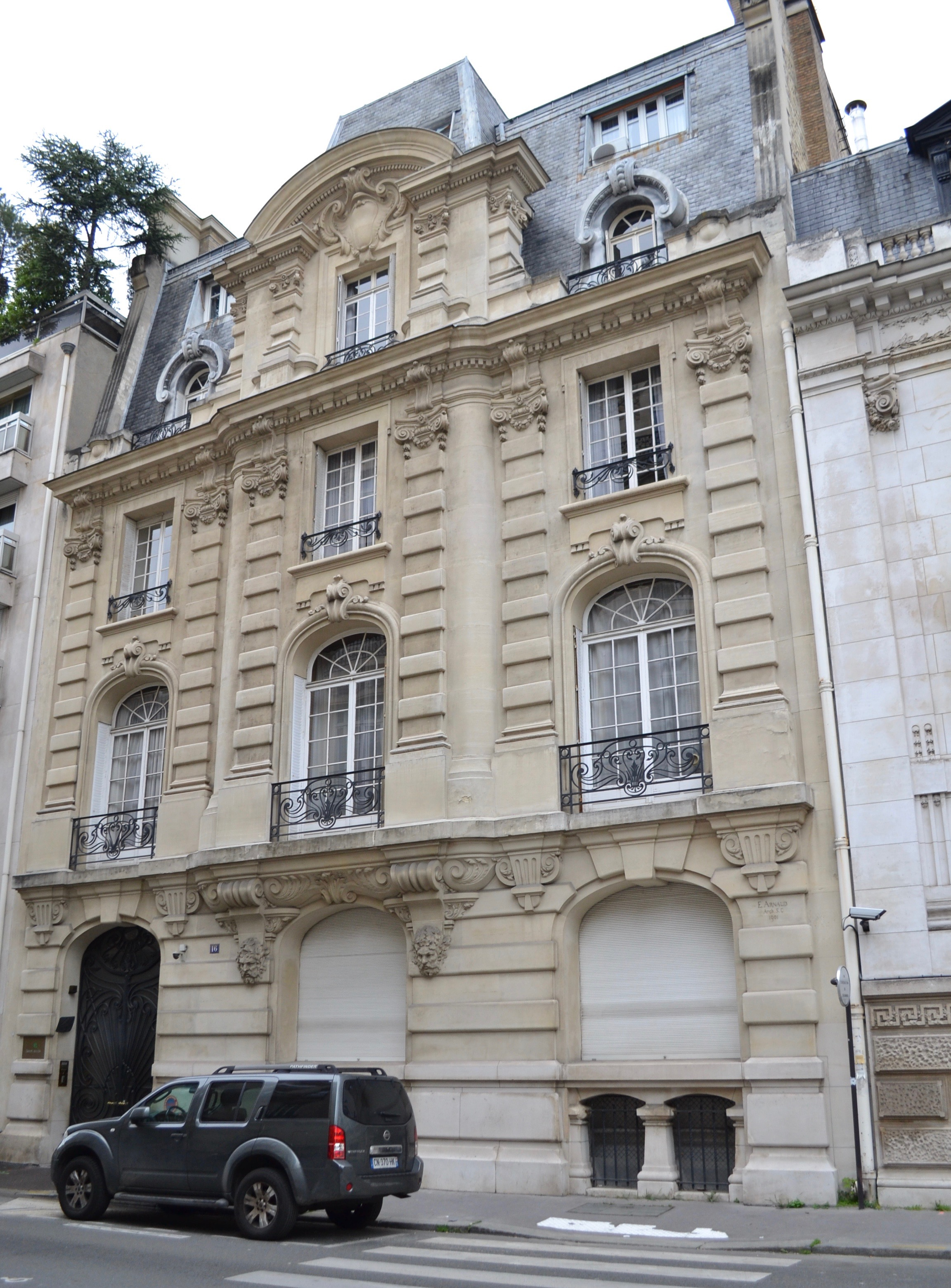
Immeuble du no 16 (1901).

- No 1 : immeuble d'angle post-haussmannien de 1912[4]. La fenêtre du quatrième étage est entourée de deux médaillons sculptés, dont l’un représente le romancier Octave Feuillet, vu de profil, et l'autre le compositeur Giuseppe Verdi, rue Verdi.
- No 2 : immeuble achevé en 1953 par l’architecte José Imbert (1895-1986) ; il compte, à l’origine, 27 appartements et 3 ascenseurs ; les appartements de six pièces sont dans l’angle formé par la rue et le boulevard Jules-Sandeau, les quatre-pièces donnent sur le boulevard Jules-Sandeau et les trois-pièces sur la rue ; les 8e et 9e étages possèdent balcons et terrasses[5].
- No 5 : représentation permanente de la France auprès de l'OCDE.
- No 9 : hôtel particulier de style néo-Louis XVI (1908)[6] réalisé par l'architecte René Sergent pour la famille Reifenberg. L'historien de Paris Jacques Hillairet mentionne pour sa part les architectes Jamin et Gise. Dans les années 1960, le site accueille un Centre d'apprentissage de jeunes filles[1]. De nos jours lycée professionnel Octave-Feuillet, spécialisé dans la formation aux métiers d'art de la mode et du spectacle.
- No 14 : missions des pays du Benelux auprès de l'OCDE.
- No 16 : immeuble primé par la ville de Paris, à l'occasion du concours de façades de la ville de Paris en 1900, construit par l'architecte Édouard Arnaud (1864-1943)[7]. L'immeuble, de style post-haussmannien, est construit entièrement en béton (moins coûteux mais jugé, par certains, aussi esthétique que la pierre), y compris les ornements de façade. Il appartenait à l'origine au baron de Bondeli[8]. Dans les années 1960, il accueille le siège de la Compagnie des forges et ateliers de Commentry-Oissel[1].
- No 19, au croisement avec la rue Alfred-Dehodencq : immeuble de six étages réalisé par l’architecte Maurice Dubois d’Auberville en 1909[9]. Il était à l’origine couronné par une sorte de belvédère en béton, flanqué de deux lanternons, qui a été par la suite démoli. En 1913, l'immeuble abrite la légation vénézuélienne[10].
- No 20 : paierie de l'ambassade du Congo en France.
- No 21 : hôtel particulier réalisé par l’architecte Charles Plumet pour le peintre Felix Borchardt en 1908[11] ; la façade est en brique de silicate[12] ; délégation de la France auprès de l'OCDE (autre bâtiment au 5, rue Oswaldo-Cruz).
- No 25 (angle rue Henri-de-Bornier) : hôtel particulier de deux étages construit en 1905 pour le compte de J. Weinstein par les architectes Roger Bouvard et Louis Faure-Dujarric[13], présenté au Concours de façades de la ville de Paris en 1906[14]. Jules Weinstein, rentier[15], y meurt le 22 janvier 1938 à l’âge de 80 ans[16]. On peut observer, de la rue Henri-de-Bornier, une spectaculaire véranda sur la façade ouest du bâtiment.
- Nos 29 et 31 : immeubles construits par les architectes Maurice Chatenay[17] et Rouyrre[18] en 1905[19].
  - No 29 : c’est au premier étage de cet immeuble que se tient depuis les années 1930[20] jusqu'à l'après-guerre le salon littéraire de Suzanne Tézenas[21], où elle reçoit les écrivains Cioran, Eugène Ionesco, Yves Bonnefoy, Roger Nimier, Saint-John Perse et bien d’autres[22].
  - No 31 : l'industriel André Citroën vécut dans cet immeuble entre 1919 et 1935. Une plaque lui rend hommage.
- No 33 : immeuble-îlot Art déco de 1931, de style « paquebot »[23], occupant l'espace compris entre l'avenue Henri-Martin et les rues Octave-Feuillet, de Franqueville et Georges-Leygues ; en 1931, l’architecte Michel Roux-Spitz installe son cabinet à cette adresse, où il emploie une cinquantaine de personnes[24].

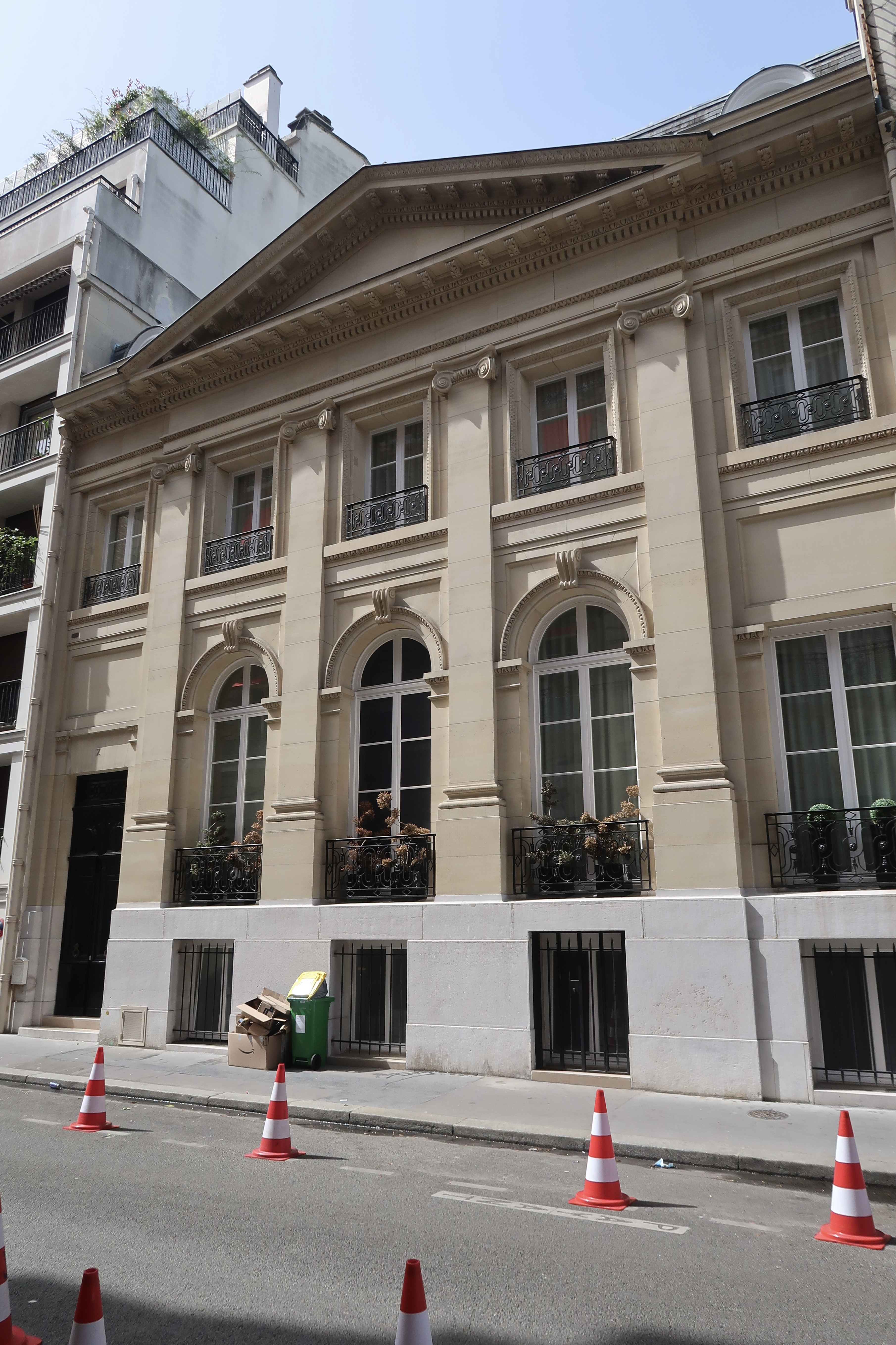
No 7.
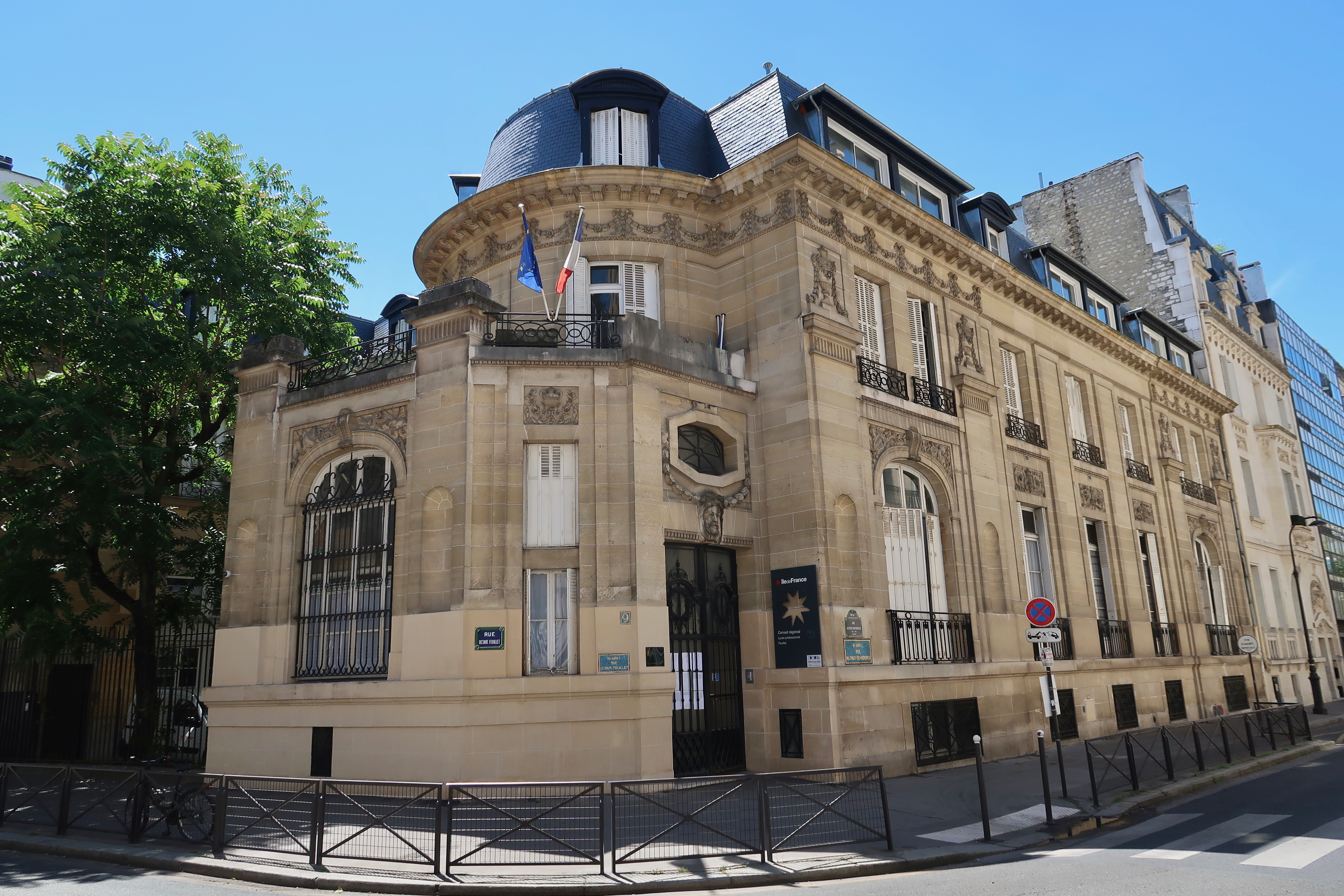
Lycée au no 9.
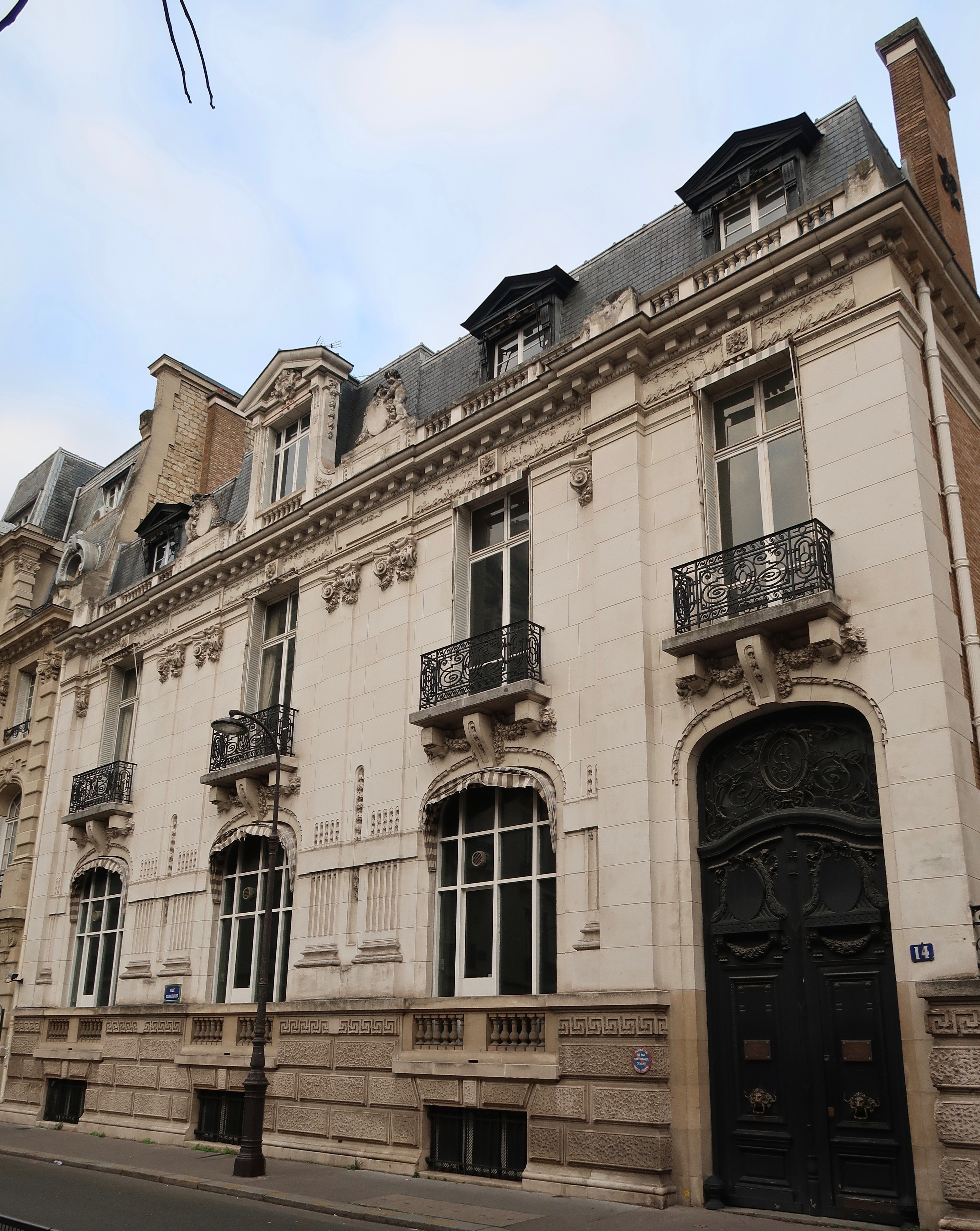
No 14.
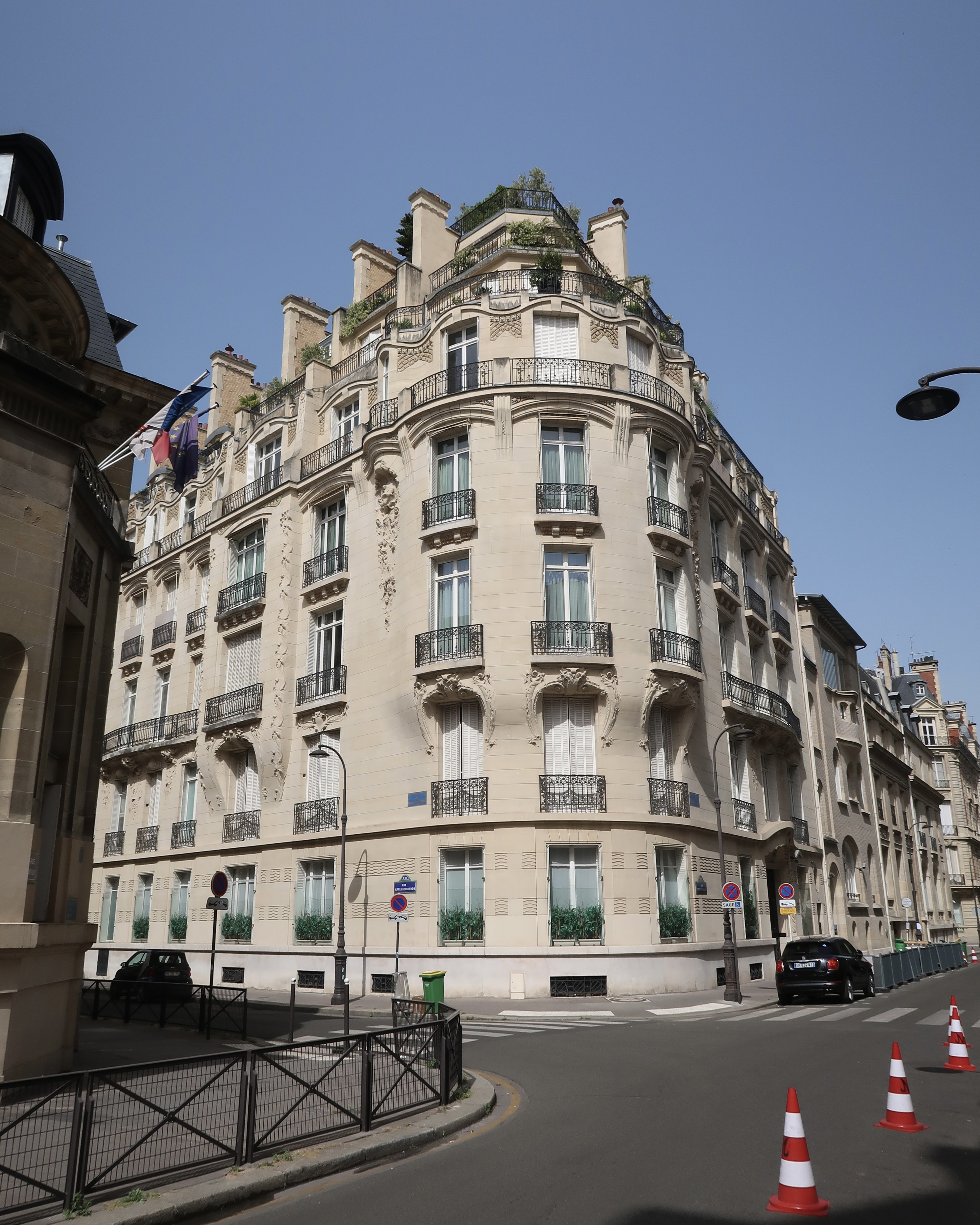
No 19.
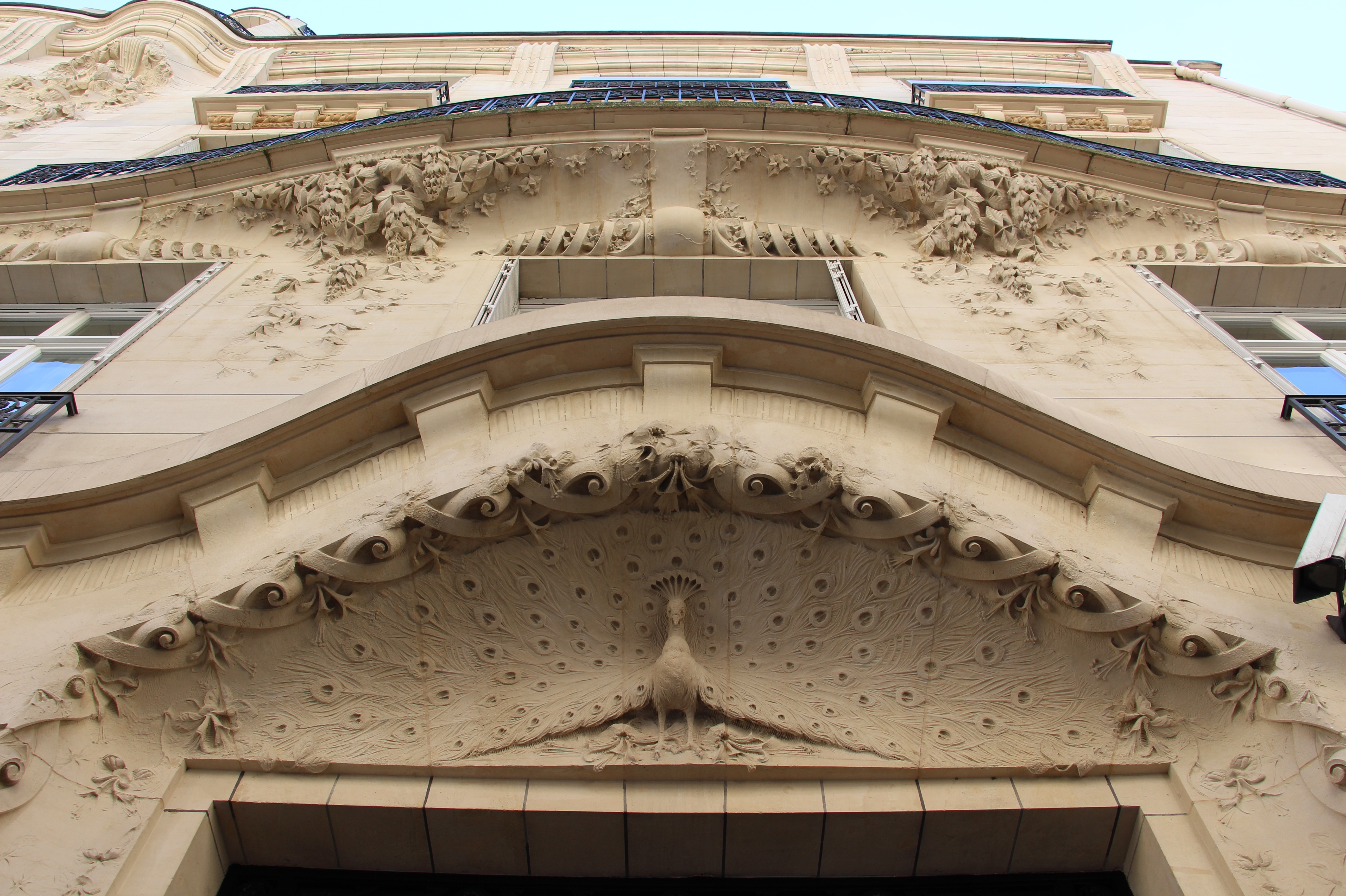
Paon sculpté à l'entrée du no 19.
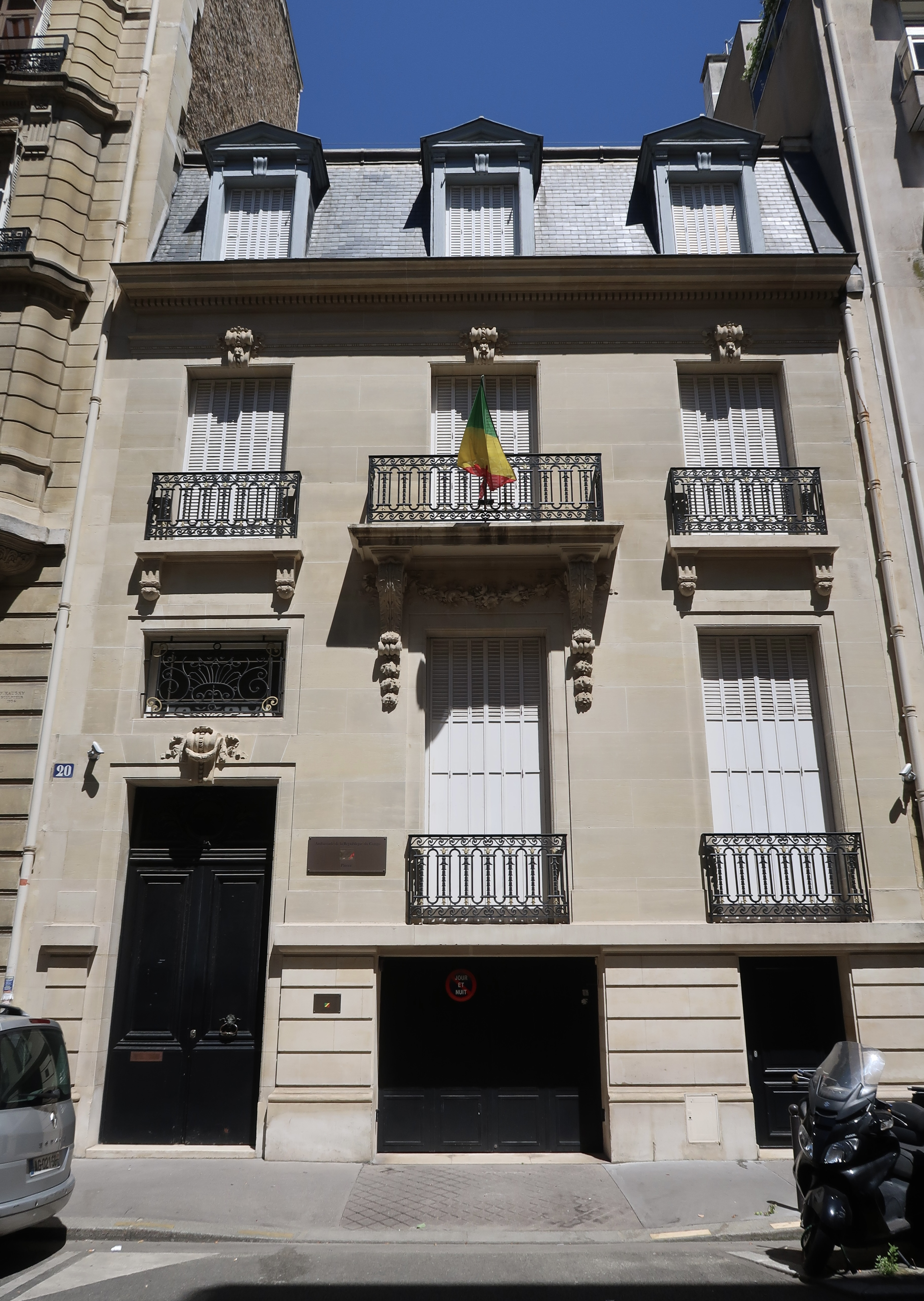
No 20.
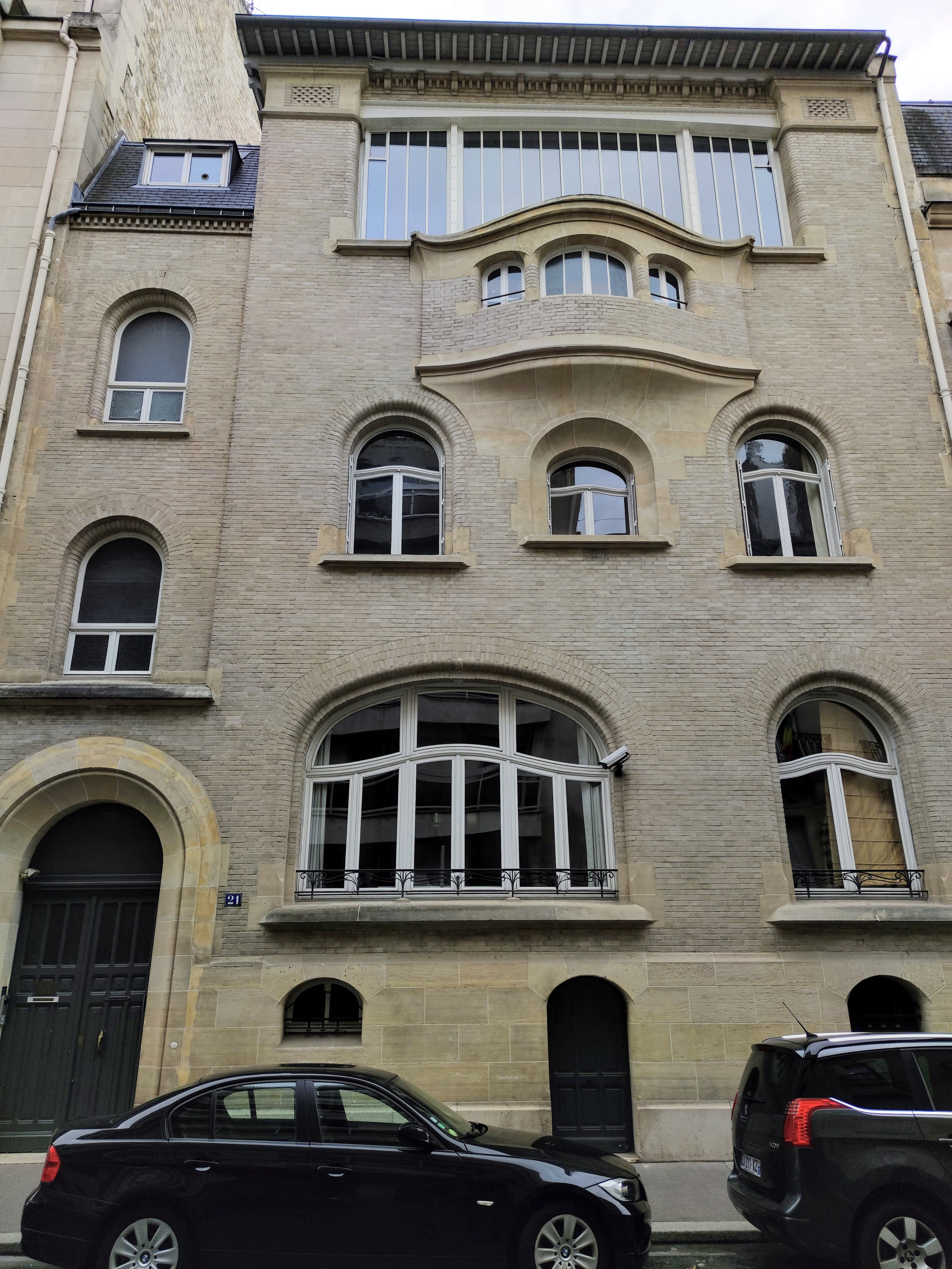
No 21.
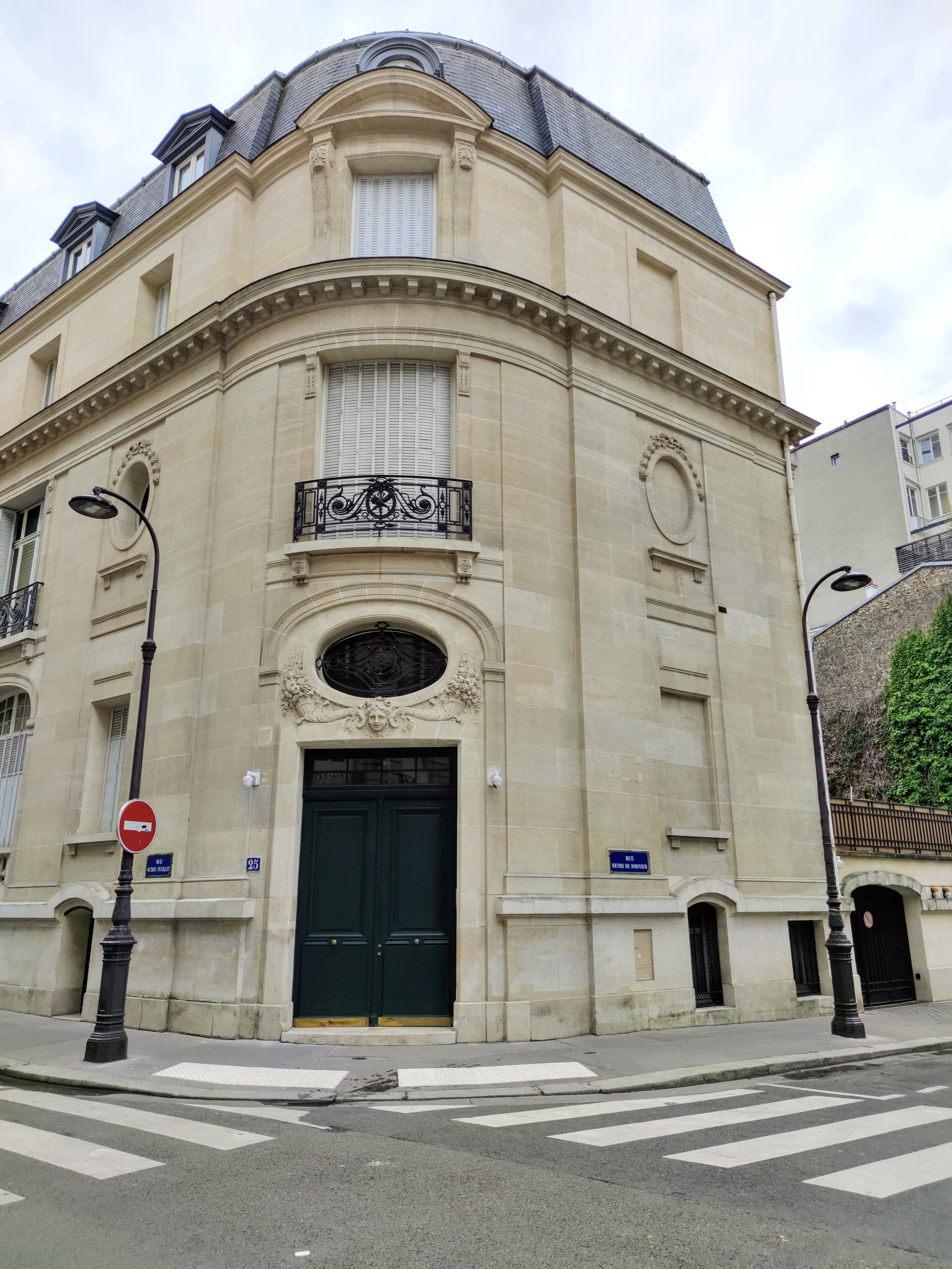
No 25.
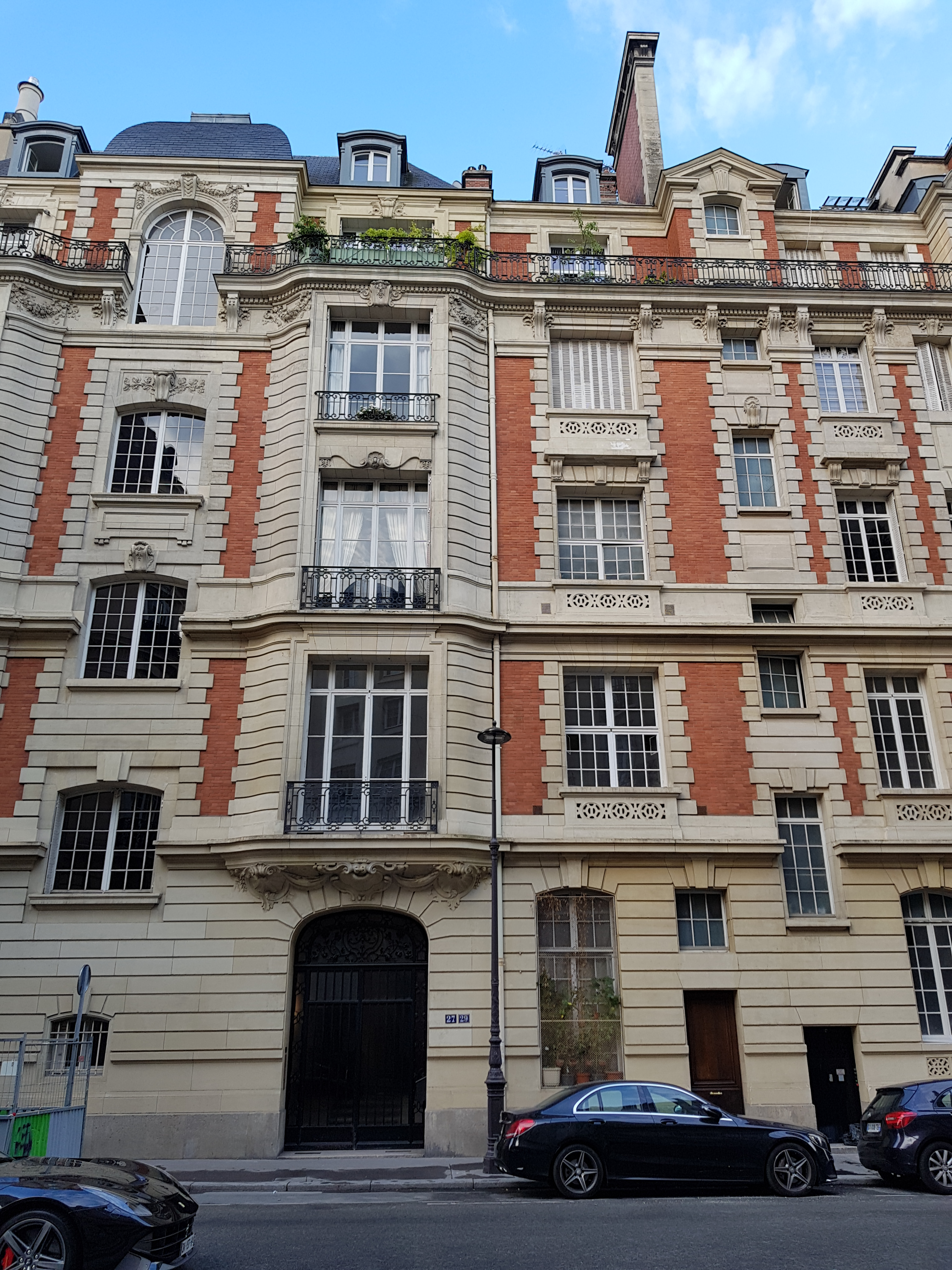
Nos 27-29.
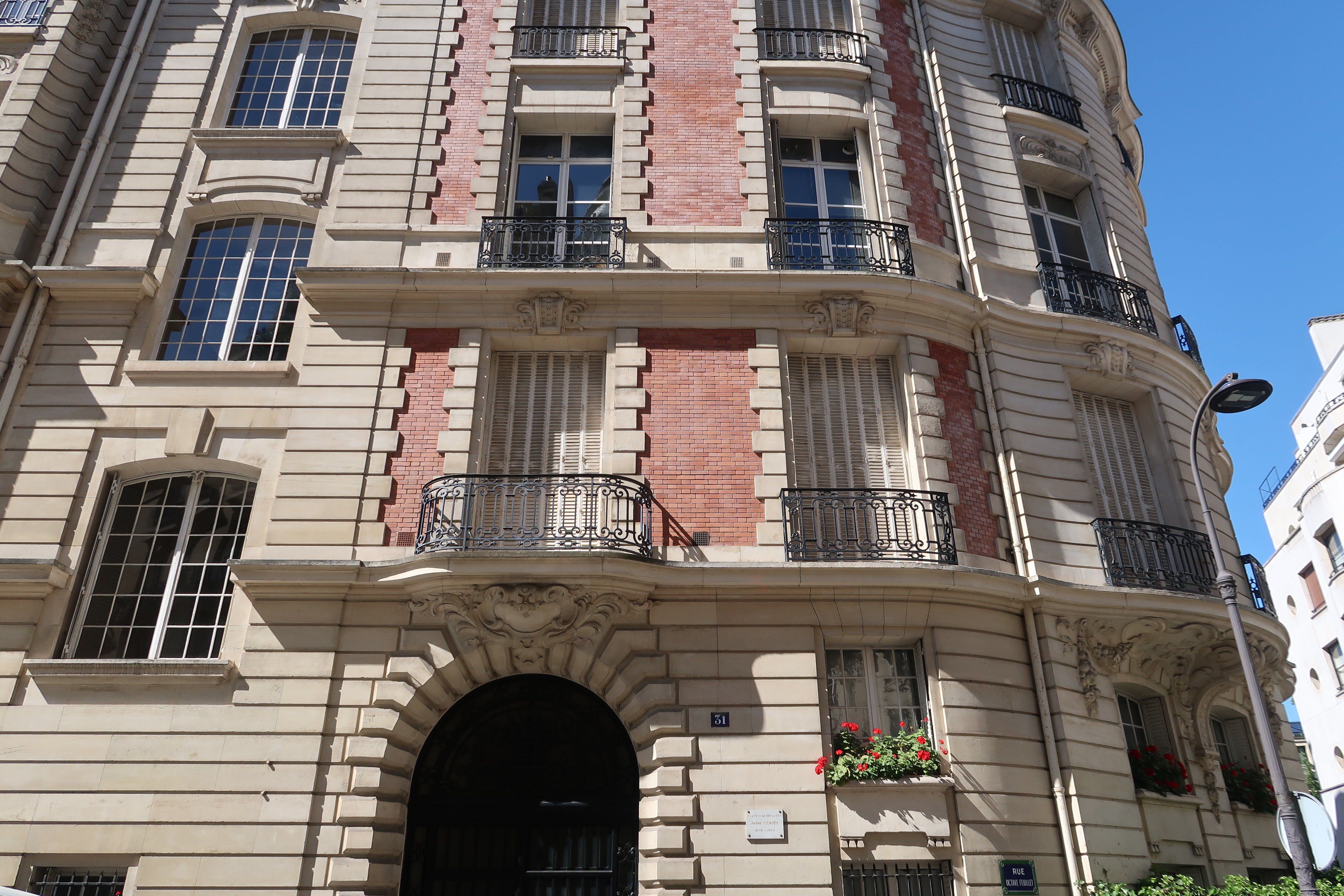
No 31.
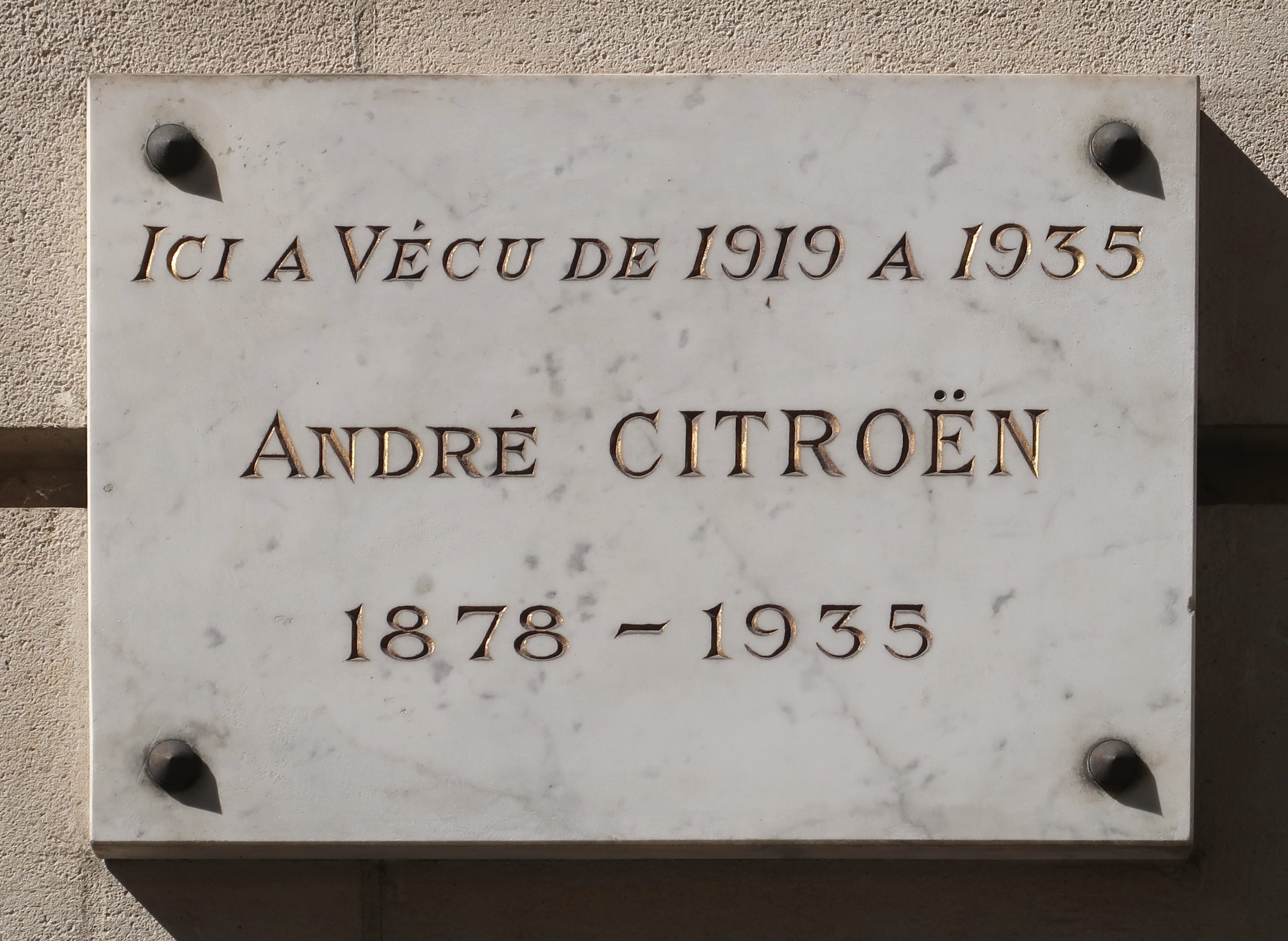
Plaque au no 31.